# Dimidiogalumna azumai
Dimidiogalumna azumai är en kvalsterart som beskrevs av Aoki 1996. Dimidiogalumna azumai ingår i släktet Dimidiogalumna och familjen Galumnidae. Inga underarter finns listade i Catalogue of Life.